# El Carrillo
El Carrillo är en ort i Mexiko.   Den ligger i kommunen Mexquitic de Carmona och delstaten San Luis Potosí, i den centrala delen av landet, 400 km nordväst om huvudstaden Mexico City. El Carrillo ligger 1 868 meter över havet och antalet invånare är 329.
Terrängen runt El Carrillo är platt åt nordost, men åt sydväst är den kuperad. Runt El Carrillo är det ganska tätbefolkat, med 54 invånare per kvadratkilometer. Närmaste större samhälle är Ahualulco, 7,0 km nordväst om El Carrillo. Omgivningarna runt El Carrillo är i huvudsak ett öppet busklandskap.